# Vella Lavella
Vella Lavella est une île de 652 km2 située dans la province occidentale des Salomon, au nord-ouest de l'île de Kolombangara de laquelle elle est séparée par le golfe de Vella.
On y parle le bilua.
Pendant la guerre du Pacifique, durant la Seconde Guerre mondiale, l'île a été la base de l’escadrille VMF-214 commandée par Gregory Boyington. Les aventures de cette escadrille ont été popularisées par le feuilleton télévisé Les Têtes brûlées, dans laquelle l'île a été renommée « Vella La Cava ».

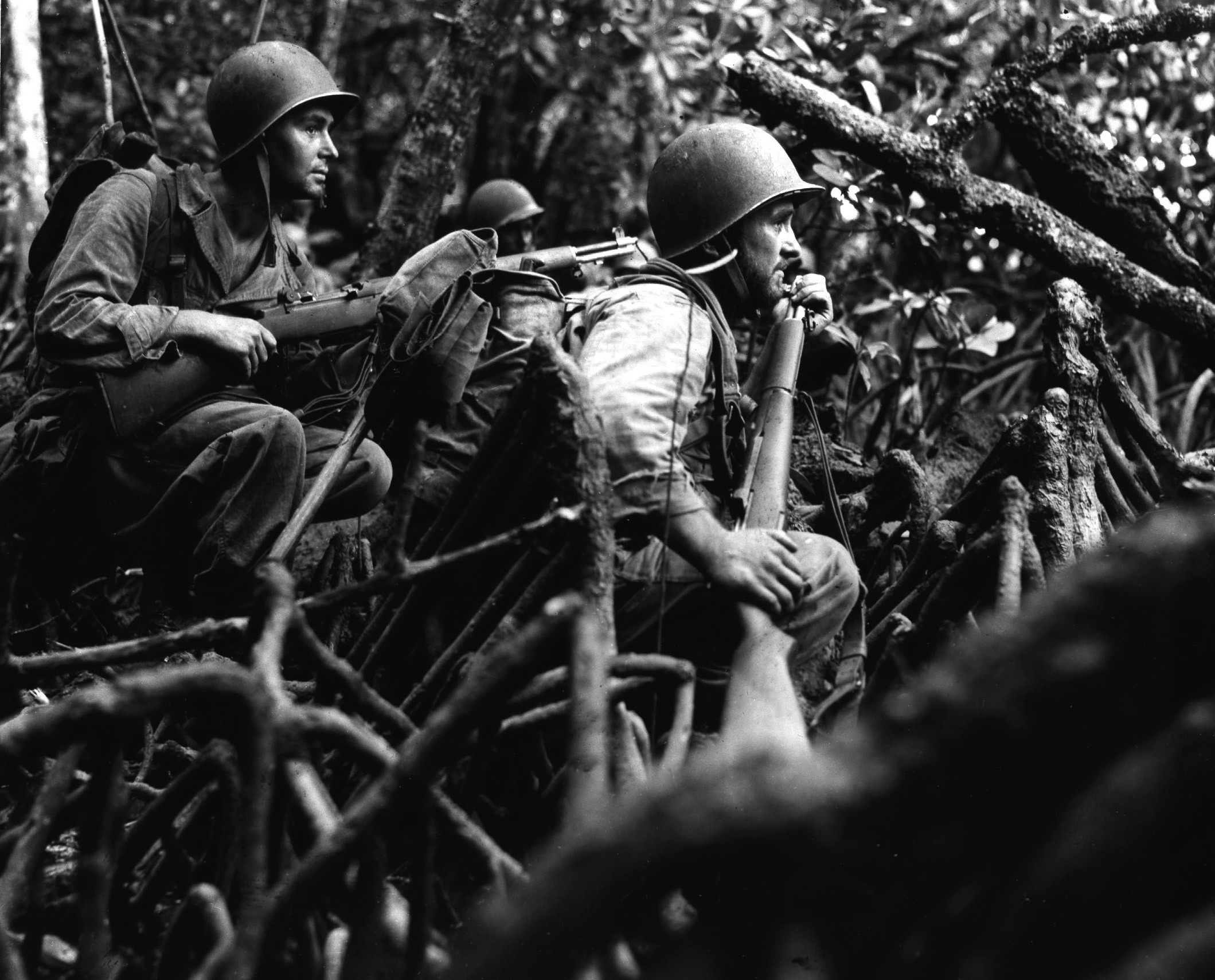
GI de la d'infanterie dans la jungle de Vella Lavella pendant l'opération Cartwheel, le 13 septembre 1943.